# سیدمهدی ابن‌الرضا خوانساری
سیدمهدی ابن‌الرضا خوانساری (اسفند ۱۳۱۴ - ۴ فروردین ۱۳۹۶) فقیه و روحانی شیعه اهل خوانسار و توسعه‌دهنده‌ی حوزه‌ی علمیه‌ی حضرت ولی‌عصر بود. پدرش محمدعلی ابن‌الرضا خوانساری نیز از علمای شهر خوانسار بود. وی در فروردین ۱۳۹۶ درگذشت و  در وادی‌السلام نجف مدفون شد.

## زندگی و تحصیلات
سید مهدی ابن الرضا در ۱۳۱۴ در خوانسار و در خانواده ای مذهبی و سنتی متولدشد. او تحصیلات مقدماتی را در خوانسار به پایان رساند، پس از گذراندن شرح لمعه در سال ۱۳۳۲ (خورشیدی) راهی حوزه علمیه قم شد.
در حوزه علمیه با شیخ اسماعیل غضنفری خوانساری نوه میرزا سید محمدتقی غضنفری (مؤسس نماز جمعه در دوره معاصر) هم مباحثه و هم حجره بود.
در همان روزهای نخست طی مراسمی از سوی سید حسین طباطبایی بروجردی همراه با سید محمدهاشم غضنفری خوانساری ملبس به لباس روحانیت شد.
در این مراسم آیات:  سید مصطفی صفایی خوانساری،
سید محمدمهدی غضنفری خوانساری، سید محمدباقر اسدی خوانساری، سید محمد علی اسدی خوانساری (فرزندان سید محمدتقی خوانساری)، علی صافی گلپایگانی، غلامعلی حاج شریفی خوانساری و عبدالحسین بروجردی (صاحب الداری) و عده‌ای دیگر از اساتید و علمای حوزه علمیه حضور داشتند.
سید مهدی ابن الرضا خوانساری سپس در مدرسه فیضیه ساکن شد و با محی الدین فاضل هرندی و هم حجره شد.
پس از پایان تحصیلات در قم (سال ۱۳۵۴ شمسی) به شهر خوانسار بازگشت و حوزه علمیه حضرت ولی‌عصر را گسترش داد. وی توجه خاصی به حفظ محیط‌زیست داشت.

## فعالیت‌های اجتماعی
فعالیت‌های اجتماعی ایشان به شرح زیر است:
- تأسیس صندوق قرض‌الحسنه
- تأسیس مضیف‌خانه حضرت قمر بنی‌هاشم
- تأسیس بنای مرکزی مسجد آقا اسدالله در خوانسار
- زنده کردن موقوفات شهر خوانسار[۲]

## آثار
- تقریرات صلاه جمعه
- ضیاء الابصار فی ترجمة العلماء خوانسار[۳][۴]

## استادان
- سید حسین طباطبایی بروجردی
- سید روح‌الله خمینی
- سید محمدرضا گلپایگانی
- محمدعلی اراکی
- سید محمدحسین طباطبایی

## درگذشت
وی در ۴ فروردین ۱۳۹۶ (۲۵ جمادی‌الثانی ۱۴۳۸) درگذشت و در شهر نجف به خاک سپرده شد. همچنین در شهر خوانسار به مدت سه روز عزای عمومی اعلام شد.

## پیام مقامات
- سیدعلی خامنه‌ای، رهبر ایران،[۹] رئیس‌جمهور حسن روحانی[۱۰] معاون اول ریاست جمهوری اسحاق جهانگیری،[۱۱] علی لاریجانی[۱۲] ریاست قوه مقننه، محسن رضایی[۱۳] دبیرمجمع تشخیص مصلحت نظام، سیدحسن خمینی،[۱۴][۱۵] حسین نوری همدانی،[۱۵] لطف‌الله صافی گلپایگانی[۱۵] و چندتن از مقامات کشور در پیامهایی جداگانه درگذشت ایشان را تسلیت گفتند.